# Montrabé
Montrabé (em occitano:  Monrabe) é uma comuna francesa na região administrativa da Occitânia, no departamento do Alto Garona. Estende-se por uma área de 5.23 km², com 4.089 habitantes, segundo o censo de 2018, com uma densidade de 780 hab/km².